# Geoid-Gletscher
Der Geoid-Gletscher ist ein Gletscher im ostantarktischen Viktorialand. Von den Thomas Heights fließt er in südlicher Richtung westlich des Ellipsoid Hill zum Blue Glacier.
Der Gletscher gehört zu einer Reihe geographischer Objekte, die das New Zealand Geographic Board im Jahr 1993 nach Begriffen aus der Geodäsie und Mathematik benannte. Namensgebend ist das Geoid.